# Gelastopsis insignis
Gelastopsis insignis är en insektsart som beskrevs av George Willis Kirkaldy 1906. Gelastopsis insignis ingår i släktet Gelastopsis och familjen Eurybrachidae. Inga underarter finns listade i Catalogue of Life.